# Antena (ràdio)

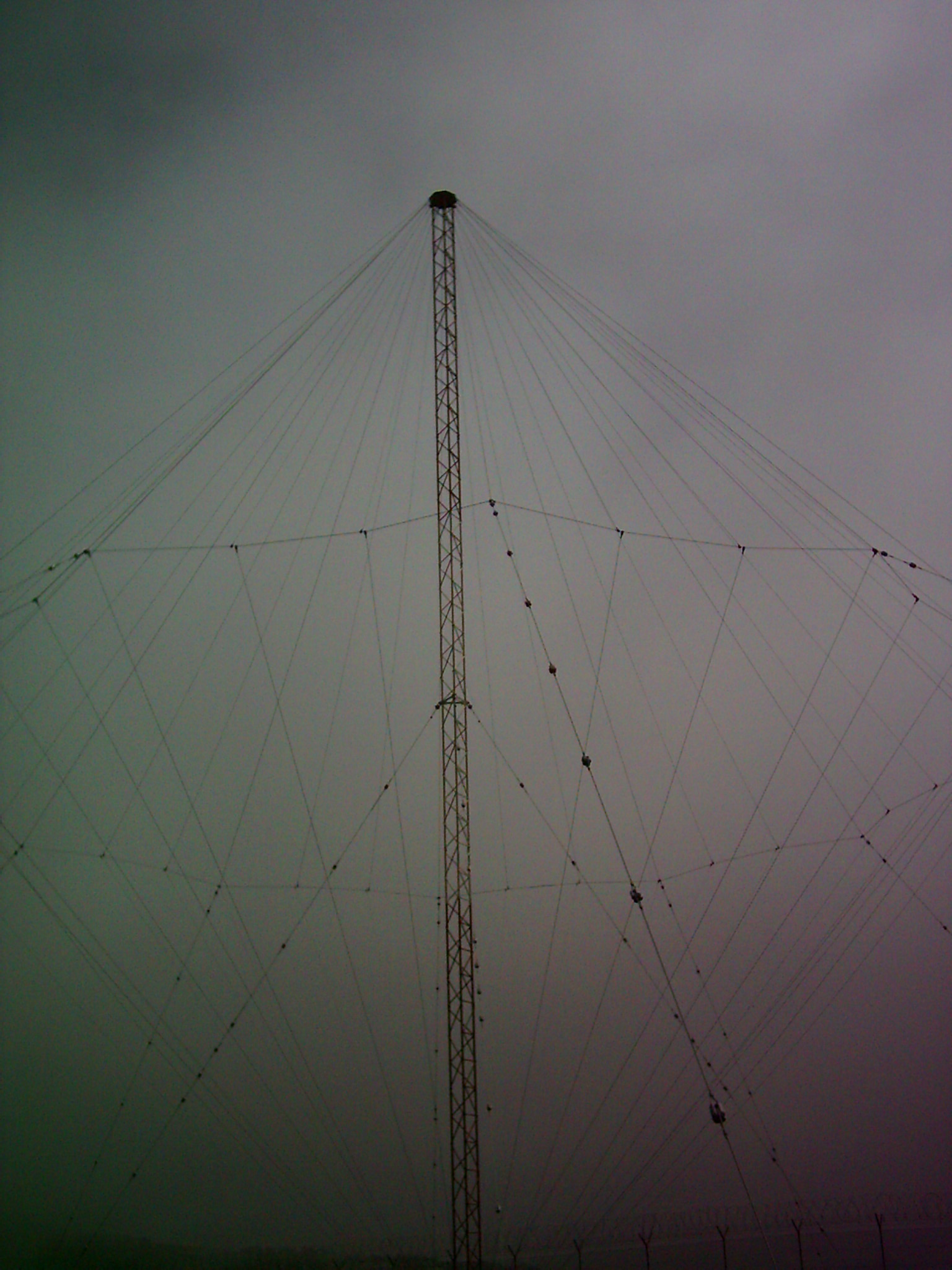
Fig. 1 Fotografia d'una antena utilitzada pel projecte nord-americà ECHELON.

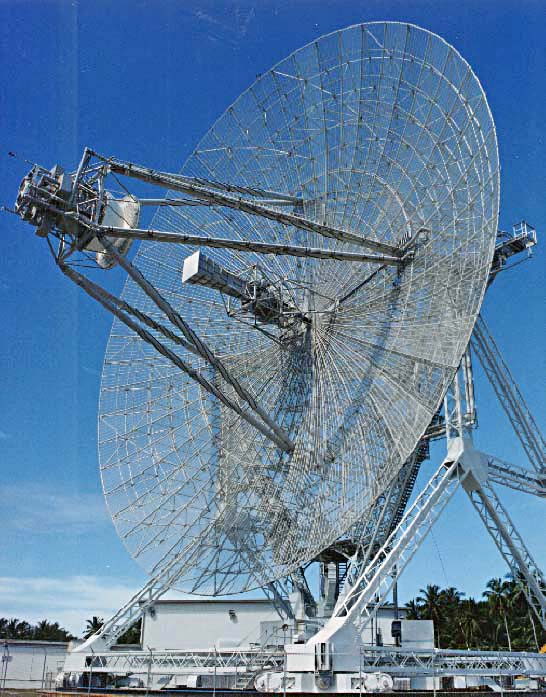
Fig. 2 Antena radar

Una antena, en telecomunicació, és l'element que s'encarrega d'enviar o de captar dels senyals electromagnètics tractats prèviament (modulats i amplificats). Profunditzant més, és l'element físic capaç de generar un camp electromagnètic a partir d'una tensió subministrada, així com és capaç de captar un camp electromagnètic i convertir-lo en tensió. Hi ha molts tipus d'antena la més elemental és l'antena dipol, formada per dues varetes rectes. Les antenes capten o emeten una determinada freqüència o banda de freqüències, depenent de les seves dimensions i construcció física; Per tant, podem parlar d'antenes de banda: ampla o estreta, segons la grandària del grup de freqüències que comprenguin.
Les primeres antenes van ser construïdes el 1888 pel físic alemany Heinrich Hertz en els seus experiments pioners per demostrar l'existència d'ones predites per la teoria electromagnètica de James Clerk Maxwell. Hertz va col·locar les antenes dipols al punt focal dels reflectors parabòlics tant per a la transmissió com per a la recepció. A partir de 1895, Guglielmo Marconi va començar el desenvolupament d'antenes pràctiques per a la telegrafia sense fils de llarga distància, per les quals va rebre un Premi Nobel.

## Terminologia

Símbol electrònic d'una antena

Les paraules antena i aeri s'utilitzen indistintament. Ocasionalment s'utilitza el terme equivalent "aeri" per indicar específicament una antena de cable horitzontal elevada. L'origen de la paraula antena relativa als aparells sense fil s'atribueix al pioner italià de la ràdio Guglielmo Marconi. A l'estiu de 1895, Marconi va començar a provar el seu sistema sense fil a l'aire lliure a la finca del seu pare prop de Bolonya i aviat va començar a experimentar amb "antenes" de cable llarg suspeses d'un pal. En italià es coneix com un pal de tenda l'antenna centrale, i el pal amb el cable s'anomenava simplement l'antenna. Fins aleshores, els elements emissors i receptors de radiació sense fil es coneixien simplement com a "terminals". A causa del seu protagonisme, l'ús de la paraula antena per part de Marconi es va estendre entre els investigadors i entusiastes dels sense fils, i més tard al públic en general.
Antena pot referir-se a grans trets a un conjunt complet, inclosa l'estructura de suport, el tancament (si n'hi ha), etc., a més dels components funcionals reals. Una antena receptora pot incloure no només els elements receptors metàl·lics passius, sinó també un preamplificador integrat o mesclador, especialment a les freqüències de microones i per sobre.

## Tipus d'antena segons forma
- Antena dipol (vegeu figs. 4 i 5)
- Antena yagi (la més utilitzada).
- Antenes PRO.
- Antenes de panell.
- Antena de xarxa sense fils.
- Antenes d'interior.
- Antenes de vaixell.
- Antena parabòlica.

## Tipus d'antena segons diagrama de radiació

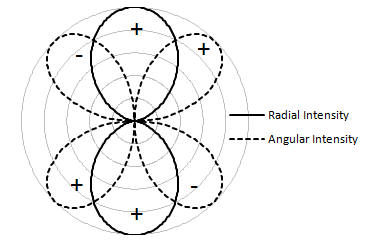
Fig. 3 Directivitat o diagrama de radiació d'una antena

Es poden classificar segons el diagrama de radiació o directivitat (vegeu fig. 3):
- Antena omnidireccional: és l'antena que radia o rep energia de manera uniforme en totes les direccions de l'espai, encara que les antenes reals tenen irregularitats. També es pot dir que té una radiació isotròpica. Exemples típics són les antenes monopols en emissions de ràdio AM i FM. (vegeu Fig.1)
- Antena direccional: és l'antena que està dissenyada per emetre o rebre energia preferentment en una o diverses direccions. Exemples típics són les antenes parabòliques. (vegeu Fig.2)

## Paràmetres elèctrics d'una antena
- Matemàticament una antena es pot definir amb les equacions d'electromagnetisme de Maxwell.[9]
- Una propietat molt important d'una antena és la reciprocitat, que afirma que els paràmetres de l'antena quan està transmetent energia són els mateixos que quan l'antena està rebent energia.

### Amplada de banda
L'amplada de banda d'una antena és el rang de freqüències en les quals l'antena té la propietat de radiar o captar energia. La freqüència de ressonància i el factor de qualitat Q determinen l'amplada de banda de treball de l'antena. Segons la construcció, poden haver-hi antenes de banda ampla (Q molt petit) o de banda estreta (Q molt gran).

Fig. 4 Animació de la radiació d'una antena dipol

### Guany
EL guany de l'antena és un paràmetre que mesura el grau de directivitat del diagrama de radiació de l'antena. Si el guany és elevat l'antena serà molt directiva, i si el guany és baix l'antena serà poc directiva o omnidireccional.

### Àrea efectiva o apertura
L'àrea efectiva o apertura d'una antena receptora expressa la porció d'ona electromagnètica que arriba als terminals de sortida de l'antena. La seva dimensió és metres quadrats. Per exemple, si en una zona de l'espai tenim un flux d'energia de 1 pW / m² i hi posem un a antena amb àrea efectiva de 12 m², llavors a la sortida de l'antena tindrem una potència RF de 12 pW.

### Diagrama de radiació

Fig. 5 Animació radiació d'una antena dipol

El diagrama de radiació d'una antena és la representació gràfica en 3 dimensions de l'energia emesa o captada segons la direcció.Vegeu Fig.3. Poden haver-hi diagrames omnidireccionals i direccionals. Els diagrames direccionals solen tenir un lòbul principal (el de màxima energia) i diversos lòbuls secundaris.

### Impedància
La impedància d'entrada o de sortida d'una antena és la relació que hi ha entre la tensió elèctrica o diferència de potencial i el corrent elèctric en els terminals elèctrics de l'antena. La seva dimensió és en ohms i pot ser un nombre real o complex que depèn del disseny de l'antena i de la freqüència de la senyal.
{\displaystyle Z=V/I}
Es pot demostrar que perquè hi hagi màxima transferència d'energia entre la font i l'antena les impedàncies d'ambdues han d'estar adaptades. La adaptació o desadaptació dimpedàncies ens ve expressat per un paràmetre anomenat relació d'ones estacionàries.

### Polarització
La polarització de l'antena es refereix a l'orientació del camp elèctric de les ones de ràdio respecte a la superfície terrestre i ve determinada per l'estructura física de l'antena i per la seva orientació. Hi ha polaritzacion verticals, horitzontals, el·líptiques i circulars. Per tenir una bona captació d'energia és important que l'antena emissora i receptora tinguin la mateixa polarització.

## Aspectes generals relacionats amb la física de les antenes

### Influència de la Terra
La conductivitat del terreny és un factor determinant en la influència de la terra sobre la propagació de les ones electromagnètiques. La conductivitat de la superfície de la terra depèn de la freqüència de les ones electromagnètiques que incideixen sobre ella i del material per la qual estigui composta, comportant-se com un bon conductor a baixes freqüències i reduint la seva conductivitat a freqüències majors.
El coeficient de reflexió del sòl és un paràmetre relacionat amb la conductivitat i informa sobre com es reflecteixen les ones en ell. El seu valor depèn de l'angle d'incidència i del material que conforma el sòl: terra humida, terra seca, llacs, mars, zona urbana, etc.
Per a un determinat coeficient de reflexió, l'energia reflectida pel sòl augmenta a mesura que augmenta l'angle d'incidència respecte de la normal, sent la major part de l'energia reflectida quan la incidència és rasant, i tenint els camps elèctric i magnètic de l'ona reflectida gairebé la mateixa amplitud que els de l'ona incident.
En el cas de les antenes, tractant-se habitualment d'emissió o recepció a grans distàncies, gairebé sempre existeix una incidència rasant.

L'aparença de l'antena imatge és una imatge especular de l'aparença de l'antena transmissora real. En alguns casos es pot considerar que l'ona transmesa des de l'antena real i l'ona transmesa des de l'antena imatge tenen aproximadament la mateixa amplitud, en altres casos, per exemple quan el sòl té irregularitats de dimensions similars o majors que la longitud d'ona, la reflexió del rac incident no serà neta.
La distància recorreguda pel raig reflectit per la terra des de l'antena transmissora fins a l'antena receptora és major que la distància recorreguda pel raig directe. Aquesta diferència de distància recorreguda introdueix un desfasament entre les dues ones.
La figura de la dreta representa un angle d'incidència respecte de l'horitzontal {\displaystyle \scriptstyle {\theta }} molt gran quan, en la realitat, l'angle sol ser molt petit. La distància entre l'antena i la seva imatge és {\displaystyle \scriptstyle {d}}.
La reflexió de les ones electromagnètiques depèn de la polarització. Quan la polarització és horitzontal, la reflexió produeix un desfasament de {\displaystyle \scriptstyle {\pi }} radiants, mentre que quan la polarització és vertical, la reflexió no produeix desfasament.

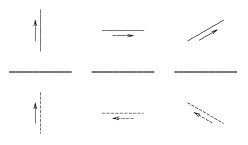
La component vertical del corrent es reflecteix sense canviar de signe, en canvi, la component horitzontal canvia de signe.

En el cas d'una antena que emet amb polarització vertical (camp elèctric vertical) el càlcul del camp elèctric resultant és el mateix que en radiació d'un parell d'antenes. El resultat és:
{\displaystyle \textstyle {\left|E_{\perp }\right|=2\left|E_{\theta _{1}}\right|\left|\cos \left({kd \over 2}\sin \theta \right)\right|}}
La inversió de signe per al camp paral·lel solament canvia un cosinus en un si:
{\displaystyle \textstyle {\left|E_{=}\right|=2\left|E_{\theta _{1}}\right|\left|\sin \left({kd \over 2}\sin \theta \right)\right|}}
En estas dos fórmules:
En aquestes dues fórmules:
- {\displaystyle \scriptstyle {I_{\theta _{1}}}} és el camp elèctric de l'ona electromagnètica radiat per l'antena si no hi hagués la terra.
- {\displaystyle \scriptstyle {k={2\pi  \over \lambda }}} és el nombre d'ona.
- {\displaystyle \scriptstyle {\lambda }} és la longitud d'ona.
- {\displaystyle \scriptstyle {d}} és l'altura de l'antena.

### Antenes en recepció

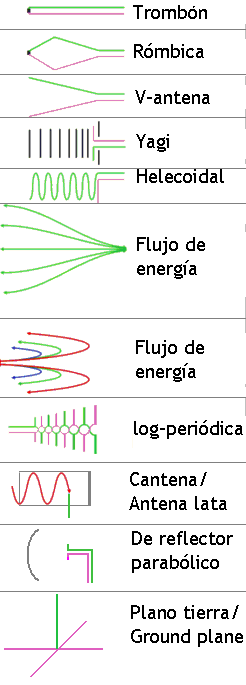
Els diferents tipus d'antenes i la seva irradiació.

El camp elèctric d'una ona electromagnètica indueix una tensió en cada petit segment del conductor d'una antena. El corrent que circula en l'antena ha de travessar la impedància de l'antena.
Utilitzant el teorema de reciprocitat es pot demostrar que el circuit equivalent de Thévenin d'una antena en recepció és el següent:
{\displaystyle V_{a}={{\sqrt {R_{a}G_{a}}}\,\lambda \cos \psi  \over \pi {\sqrt {120}}}I_{b}}
- {\displaystyle \scriptstyle {V_{a}}} és la tensió del circuit equivalent de Thevenin.
- {\displaystyle \scriptstyle {Z_{a}}} és la impedància del circuit equivalent de Thevenin i és igual a la impedància de l'antena.
- {\displaystyle \scriptstyle {R_{a}}} és la resistència en sèrie de la impedància {\displaystyle \scriptstyle {Z_{a}}\,}de l'antena.
- {\displaystyle \scriptstyle {G_{a}}} és el guany de l'antena (la mateixa que en emissió) en l'adreça d'on vénen les ones electromagnètiques.
- {\displaystyle \scriptstyle {\lambda }} és la longitud d'ona.
- {\displaystyle \scriptstyle {I_{B}}} és el camp elèctric de l'ona electromagnètica incident.
- {\displaystyle \scriptstyle {\psi }} és l'angle que mesura el desalineat del camp elèctric amb l'antena. Per exemple, en el cas d'una antena formada per un dipol, la tensió induïda és màxima quan el dipol i el camp elèctric incident estan alineats. Si no ho estan, i que formen un angle {\displaystyle \scriptstyle {\psi }} la tensió induïda estarà multiplicada per {\displaystyle \scriptstyle {\cos \psi }}.

El circuit equivalent i la fórmula de la dreta són vàlids per a tot tipus d'antena: que sigui un dipol simple, una antena parabòlica, una antena Yagi-Uda o una xarxa d'antenes.
Heus aquí tres definicions:
El corol·lari d'aquestes definicions és que la potència màxima que una antena pot extreure d'una ona electromagnètica depèn exclusivament del guany de l'antena i del quadrat de la longitud d'ona (λ).
La intensitat de radiació és la potència radiada per unitat d'angle sòlid.

## Galeria d'imatges

Angle de recepció d'una antena
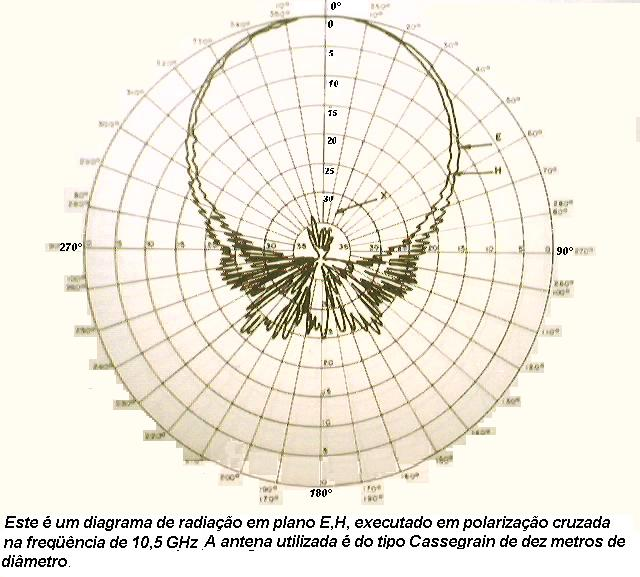
Diagrama de captació d'un tipus d'antena de 10m de diàmetre
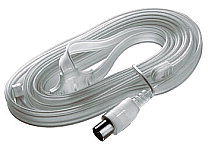
Cable coaxial d'antena
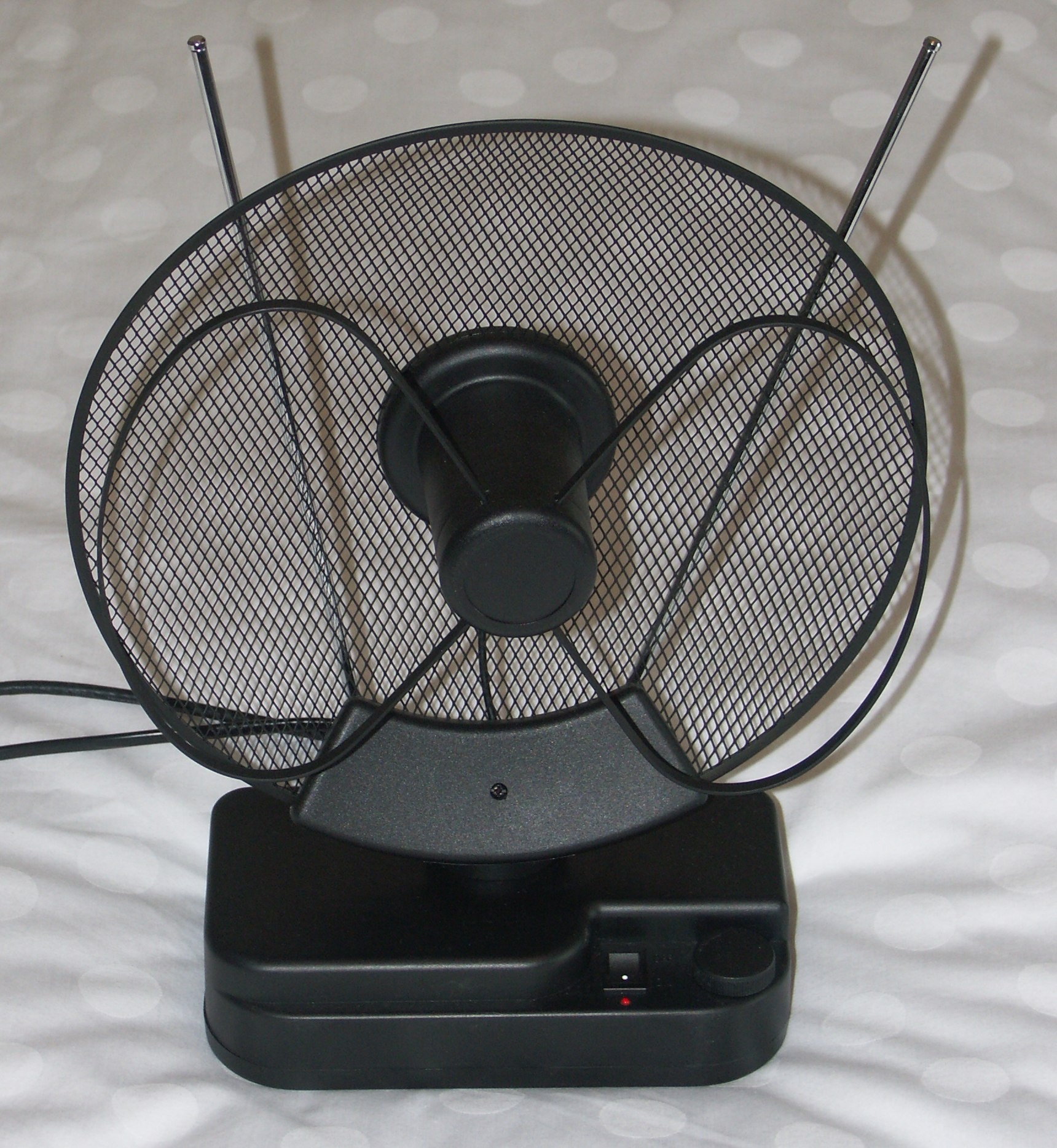
Antena d'interior
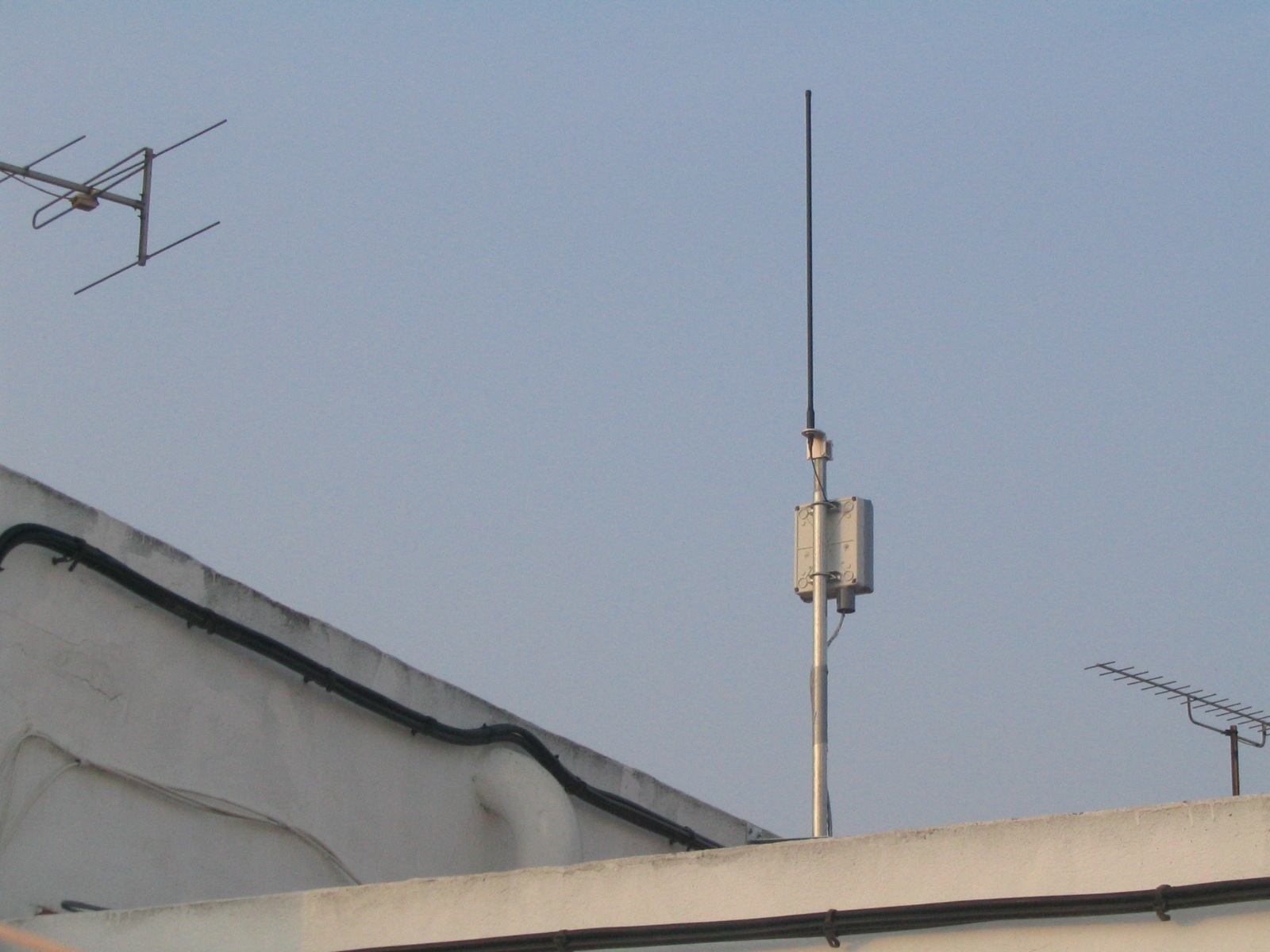
Antena de xarxa sense fils
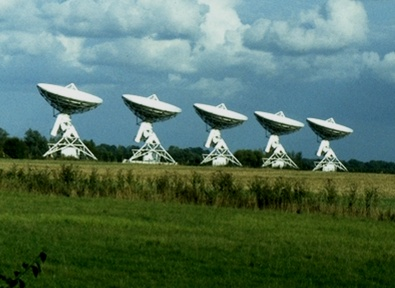
Seguit d'antenes